# Nunzio Morello
Nunzio Morello (Palermo, 1806 – Palermo, 1878) è stato uno scultore e poeta italiano.

## Biografia e produzione artistica
Formatosi sotto la guida di Valerio Villareale, ebbe a sua volta come allievi Benedetto Delisi e Antonio Ximenes.
Fra i suoi lavori si ricordano a Palermo il Monumento a Filippo V, realizzato nel 1856 in sostituzione di quello eretto da Carlo D'Aprile nel 1661 (dedicato a Filippo IV e distrutto nei moti del 1848), la Statua di Paride all'interno dell'Orto Botanico e alcuni pannelli conservati per il Palazzo Reale.
Fu anche autore letterario: scrisse una raccolta poetica intitolata Rime in dialetto siciliano, pubblicata a Palermo nel 1873.

## Opere
- XIX secolo, Ciclo, bassorilievi in gesso, attribuzione d'opere raffiguranti la conquista e l'ingresso vittorioso a Palermo del conte Ruggero, opere realizzate nella Sala Gialla del Palazzo dei Normanni di Palermo.
- XIX secolo, busto in marmo di Ferdinando II, nel museo del Risorgimento a Palermo.